# Lathromeroidea nigrella
Lathromeroidea nigrella är en stekelart som beskrevs av Girault 1912. Lathromeroidea nigrella ingår i släktet Lathromeroidea och familjen hårstrimsteklar. Inga underarter finns listade i Catalogue of Life.